# 위한조
위한조(魏漢祚)은 조선 전기의 도교인이다. 자는 중염(仲炎), 호는 청학상인(靑鶴上人).
이혜손의 제자이고, 해동칠선의 스승이다.